# Bündner Lehrmittelstreit (1900)

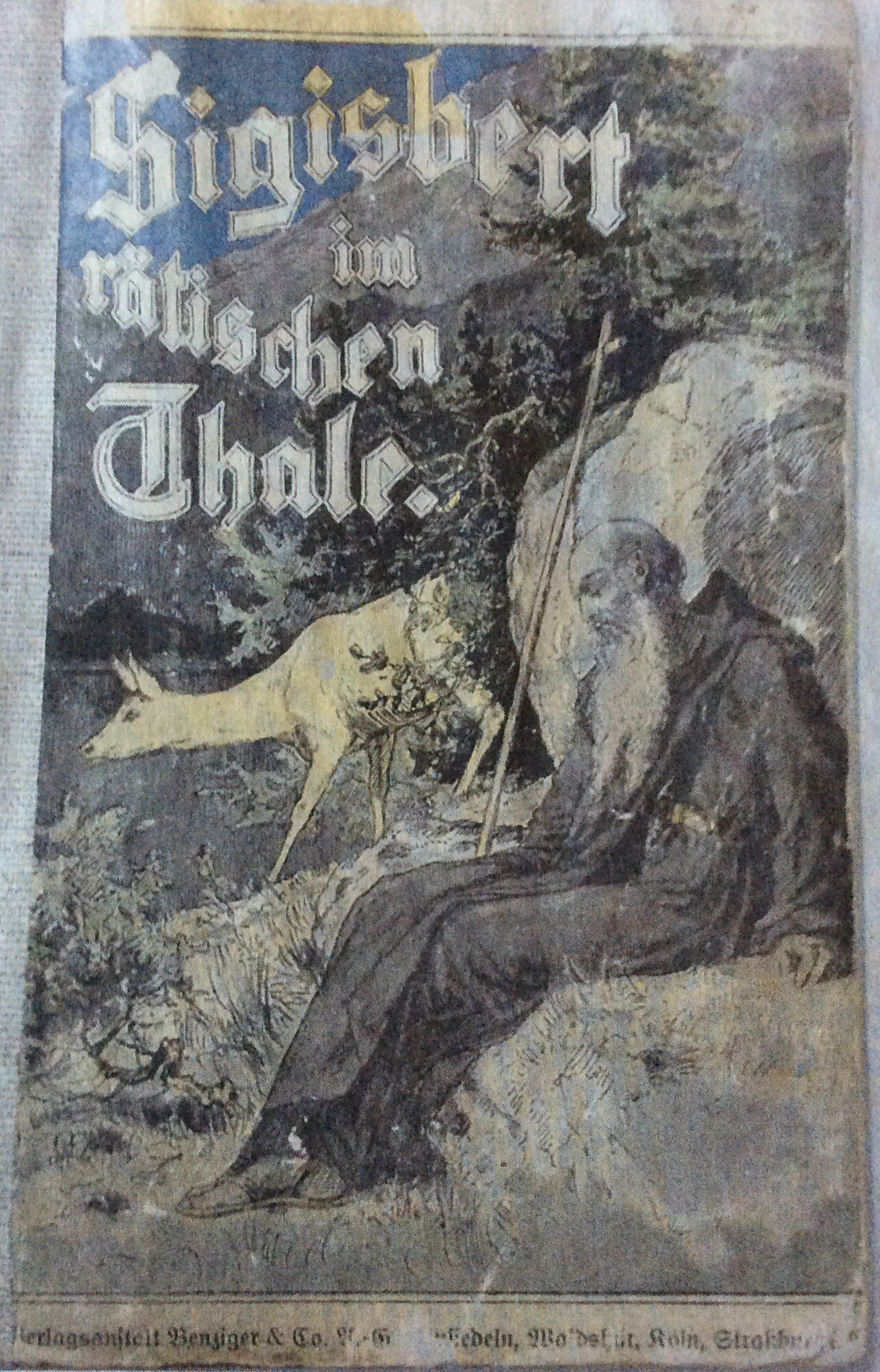
Der Stein des Anstosses: das alte Lehr- und Lesebuch

Der Bündner Lehrmittelstreit des Jahres 1900 bezeichnet eine Auseinandersetzung in der Surselva im Kanton Graubünden um die Frage, welche Schulbücher in welchen Regionen des kulturell und konfessionell heterogenen Kantons in Gebrauch zu sein haben und welche Kompetenz die Bündner Regierung in diesem Zusammenhang hat.

## Vorgeschichte
1890 führte die Bündner Regierung eine – vom administrativen Ablauf her zentralistische – Schulreform durch, in deren Mitte die Einführung der Pädagogik der deutschen Philosophen und Erziehungswissenschaftler Johann Friedrich Herbart und Tuiskon Ziller stand und die die Erarbeitung und Ingebrauchnahme zahlreicher neuer Lehrmittel zum Ziel hatte.

## Verlauf
Unmittelbarer Auslöser des Kulturkampfes zwischen der katholisch-konservativen Surselva und der liberalen Bündner Regierung war der Versuch der letzteren, das althergebrachte, als hagiografisch empfundene Lehrmittel Sigisbert en Rezia (Sursilvan für Sigisbert in Rätien) durch ein modernes Unterrichtsmittel zur literarischen Person und zum zivilisatorischen Thema Robinson Crusoe zu ersetzen.
Hiergegen lief unter Führung von Caspar Decurtins der katholische Teil der Surselva, insbesondere die Cadi, Sturm. Allerdings scheute sie davor zurück, eine politische Initiative zu starten, da sie gesamtkantonal mit einer Abfuhr hätte rechnen müssen.
Stattdessen kam es zum Phänomen der lavina nera. Im Jahr 1900 versammelten sich auf dem Ilanzer Landsgemeindeplatz (plaz cumin) 2700 Oberländer, darunter alle 28 Schulräte.
Neben dem Protest gegen das Vorgehen der Regierung wurde in einem Manifest auch eine Erhöhung der Lehrerbesoldung gefordert.

## Ergebnis
Am 24. Oktober 1900 beschloss die Bündner Regierung, das Lehrmittel Sigisbert wieder zuzulassen, knüpfte dies allerdings an die Bedingung einer grundlegenden Überarbeitung. Die Lehrerlöhne erfuhren eine Erhöhung.
Die Schulinspektoren der Surselva, die sich geweigert hatten, das zwischenzeitliche Lehrmittelverbot zu kommunizieren und durchzusetzen, erhielten Verweise.